# Стадион Полице
Стадион Полице је вишенамесни стадион у Требињу, Република Српска, Босна и Херцеговина, који се највише користи за фудбалске утакмице. На стадиону своје утакмице као домаћин игра градски премијерлигаш ФК Леотар.
Стадион и има травнат терен и капацитет за 8550 гледалаца.